# Зарічне (Синельниківський район)
Зарі́чне — село в Україні, у Синельниківському районі Дніпропетровської області. Входить до складу Покровської селищної громади. Населення становить 155 особа. Колишній орган місцевого самоврядування — Катеринівська сільська рада.

## Географія
Село Зарічне знаходиться за 2,5 км від лівого берега річки Вовча, на відстані 0,5 км від села Дрозди. Місцевість навколо села сильно заболочена.

## Походження назви
Розташоване в луговій долині за невеличкою річкою — лівою притокою річки Вовча. Назву надано за місцем розташування села — за річкою.
На території України 22 населених пункти із назвою Зарічне.

## Історія
- 1850 — дата заснування.
- 12 червня 2020 року, відповідно до розпорядження Кабінету Міністрів України № 709-р від «Про визначення адміністративних центрів та затвердження територій територіальних громад Дніпропетровської області», увійшло до складу Покровської селищної громади[1].
- 9 липня 2020 року, в результаті адміністративно-територіальної реформи і ліквідації Покровського району, село увійшло до складу новоутвореного Синельниківського району[2].

## Відомі люди
В селі народився Копичай Іван Васильович (1937-2009) — Герой України.